# 寒蟬鳴泣之時巡
《寒蟬鳴泣之時巡》是由龍騎士07原作、赤瀬とまと作畫與系列構成的日本漫畫。於2021年10月15日至2024年1月26日在KADOKAWA《Young Ace UP》連載。
本作為電視動畫《寒蟬鳴泣之時業》和《寒蟬鳴泣之時卒》的重建，呈現不一樣的「解答篇」。
本頁面也會提及到本作前篇的漫畫版《寒蟬鳴泣之時業》。

## 概要

### 寒蟬鳴泣之時業
該作於2020年10月2日至2021年9月24日連載。與電視動畫相同，本作在第1話發佈時隱藏了其真實標題。該作總共有四個篇章，分別由〈鬼騙篇〉、〈綿騙篇〉、〈祟騙篇〉以及〈貓騙篇〉所組成。
儘管從〈鬼騙篇〉到〈祟騙篇〉中有著細緻差異，但基本與電視動畫流程相同。從〈貓騙篇〉開始，劇情開始偏離了動畫劇情，並在《業》的最終話宣布解答篇《巡》會與《卒》（即電視動畫版）完全不同。

### 寒蟬鳴泣之時巡
本作於2021年10月15日至2024年1月26日連載。赤瀬對「業」、「卒」的再構築，一個原創的解答篇。本作共有六個篇章，分別由〈鄉壞篇〉、〈鬼明篇〉、〈綿明篇〉、〈祟明篇〉、〈貓明篇〉以及〈明暮篇〉所組成。
除了〈貓明篇〉和〈明暮篇〉外， 故事流程基本與電視動畫版《卒》保持一致。不過，每一篇的發展和沙都子的動機都與《卒》都截然不同。

## 故事簡介

### 寒蟬鳴泣之時業
鬼騙篇（第1卷第1話—第3話）
與〈鬼隱篇〉發展相似，但有着不同展開。
改編至電視動畫《寒蟬鳴泣之時業》第1話—第4話。
綿騙篇（第2卷第4話—第7話）
與〈綿流篇〉發展相似，但有着不同展開。
改編至電視動畫《寒蟬鳴泣之時業》第5話—第8話。
祟騙篇（第3卷第8話—第4卷第12話）
與〈崇殺篇〉和〈皆殺篇〉發展相似，但有着不同展開。
改編至電視動畫《寒蟬鳴泣之時業》第9話—第13話。
貓騙篇（第4卷第13話—第15話）
〈祟騙篇〉的延續。
改編至電視動畫《寒蟬鳴泣之時業》第14話—第17話。

### 寒蟬鳴泣之時巡
鄉壞篇（第1卷第1話—第2卷第5話）
與鷹野三四帶領的山狗部隊結束戰鬥後，梨花邀請沙都子一起前往聖露西亞學園就讀。兩人不顧詩音的反對並經過努力學習過後，兩人成功入學。但在入學後，梨花變得十分歡迎，而沙都子因為討厭讀書而成績落後，被老師安排到「特別補習班」。 同時，由於梨花校內朋友的陰謀，導致梨花與沙都子的關係進一步惡化。
在那之後，沙都子受到魅音的邀請而久違地回到了雛見澤。當沙都子準備靠近社團成員們的時候，她被一名神秘女子傳送到了碎片空間，那名女子「艾烏亞」向沙都子展示了「梨花100年的輪迴」並給予她「輪迴之力」。沙都子回到了昭和58年6月，一遍又一遍地尋找着自己「理想的未來」。不過，當她意識到無論哪種方式也絕對找不到自己想要的未來後，她決定自己製造「慘劇」，以回到與梨花和夥伴們在昭和58年6月快樂又充實的日子。
改編至電視動畫《寒蟬鳴泣之時業》第18話—第24話。
鬼明篇（第2卷第6話—第8話）
〈鬼騙篇〉的解答篇。
回到昭和58年6月的梨花採取行動再次試圖戰勝了「慘劇」。可是，沙都子襲擊了入江診所並從鷹野手中偷走了H-173。
與此同時，蕾娜的父親因間宮麗娜的美人計而逐漸踏入仙人跳的陷阱中。為了保護父親，蕾娜與麗娜進行了討論並最終和解。但因為蕾娜被沙都子注射了H-173，所以她最後把過來送蛋糕的麗娜殺害。在那之後，為了從「深水火熱」中救她的父親，蕾娜決定「更加努力」，借此來「挽回」她與她父親的生活。
改編至電視動畫《寒蟬鳴泣之時卒》第1話—第3話。
綿明篇（第3卷第9話—第11話）
〈綿騙篇〉的解答篇。
為了之後方便獲取所需的東西，沙都子利用她的「輪迴之力」一次又一次地尋找更容易拿取手槍以及H-173的方法。在沙都子破解了裝著H-173的密碼鎖後，綿明篇正式開始。沙都子隨後對園崎姐妹之一注射了H-173。
在圭一、詩音、富竹以及鷹野進入祭具殿後，魅音為了確認圭一是否安全而決定打給他，看到「自己」在打給圭一的詩音對這幕產生了「我是誰」的疑問，最終失手殺害了魅音。後來，因為詩音誤以為自己是為了保護圭一的「魅音」，所以最後把御三家的家主全都殺害。
改編至電視動畫《寒蟬鳴泣之時卒》第5話—第7話。
祟明篇（第3卷第12話—第4卷第13話）
〈祟騙篇〉的解答篇。
對艾烏亞所說的「改變」感到好奇的沙都子在回家的路上偶然遇見了曾經對她進行過虐待的叔父——北條鐵平。利用這個機會的沙都子再次把自己打造成「陷入絕望的女主角」，一邊在學校假裝被鐵平虐待，一邊在鐵平面前假裝自己在學校遭遇霸凌。當大石因鐵平而來到北條家後，大石被沙都子注射了H-173。因為「雛見澤症候群」到等級5，大石而對沙都子說關於「梨花是連續怪死事件的兇手」這虛假証詞深信不已。在掌握了多個「證據」過後，大石決定殺害梨花，借此終止「連續怪死事件」再次繼續。
改編至電視動畫《寒蟬鳴泣之時卒》第8話—第12話。
貓明篇（第4卷第14話）
〈貓騙篇〉的解答篇。
沙都子從〈祟明篇〉的實驗得知，就算只有注射一點的H173都足以讓症候群到達末期並隨之發病。對於沙都子的炫耀，艾烏亞提出了鐵平不可置信的轉變，並隨後解釋這是「記憶的累積」，越靠緊沙都子越會受到影響。對此，沙都子表示無所謂，只要她先把梨花給殺了，一切都不重要。
為了持續幸福快樂的日子，沙都子決定要製造慘劇，而無法阻止慘劇的梨花最終屈服這種日子。6月24日，夥伴們為沙都子的生日進行了生日派對，讓已輪迴許多年了她意外萬分。在慶祝途中，沙都子把梨花的禮物誤認為是之前捉弄她的盒子， 間接暴露了她是「輪迴之人」的身份。知道隱藏不下去的沙都子把包括梨花的所有社團成員全部殺害，隨後前往下一個碎片。
改編至電視動畫《寒蟬鳴泣之時卒》第12話—第13話。
明暮篇（第4卷第15話—）
與電視動畫不同的原創最終篇。

## 登場人物
北條沙都子
本作的主角。被艾烏亞所賜予的力量成為「輪迴之人」。
古手梨花
前作「貓騙篇」的主角，本作「明暮篇」的主角。沙都子的好友，也是「輪迴之人」。
前原圭一
前作《寒蟬鳴泣之時業》中「鬼騙篇」、「綿騙篇」以及「祟騙篇」的主角。
龍宮蕾娜
「鬼明篇」的主角。
園崎魅音
「綿明篇」的主角。
園崎詩音
「綿明篇」的主角。
羽入
艾烏亞

## 出版書籍

### 寒蟬鳴泣之時業
| 卷數                                                                                | KADOKAWA      | KADOKAWA               | 封面人物   |
| 卷數                                                                                | 發售日期      | ISBN                   | 封面人物   |
| ----------------------------------------------------------------------------------- | ------------- | ---------------------- | ---------- |
| 1                                                                                   | 2020年11月4日 | ISBN 978-4-0410-9899-8 | 龍宫蕾娜   |
| 1. 鬼騙篇 其之壹（） 2. 鬼騙篇 其之貳（） 3. 鬼騙篇 其之參（）                      |               |                        |            |
| 2                                                                                   | 2021年2月4日  | ISBN 978-4-0410-9921-6 | 園崎魅音   |
| 1. 綿騙篇 其之壹（） 2. 綿騙篇 其之貳（） 3. 綿騙篇 其之參（） 4. 綿騙篇 其之四（） |               |                        |            |
| 3                                                                                   | 2021年7月2日  | ISBN 978-4-0411-1463-6 | 北條沙都子 |
| 1. 祟騙篇 其之壹（） 2. 祟騙篇 其之貳（） 3. 祟騙篇 其之參（） 4. 祟騙篇 其之四（） |               |                        |            |
| 4                                                                                   | 2021年11月2日 | ISBN 978-4-0411-1464-3 | 古手梨花   |
| 1. 祟騙篇 其之伍（） 2. 貓騙篇 其之壹（） 3. 貓騙篇 其之貳（） 4. 貓騙篇 其之參（） |               |                        |            |

#### 漫畫選集
| 卷數 | KADOKAWA     | KADOKAWA               | 封面人物 |
| 卷數 | 發售日期     | ISBN                   | 封面人物 |
| --- | ------------ | ---------------------- | -------- |
| 1 | 2023年4月4日 | ISBN 978-4-0411-1465-0 | 社團成員 |
| 1. （作畫：赤瀬とまと） 2. （作畫：外海良基） 3.  4. （作畫：山口） 5. （作畫：川村柘） 6.  7. （作畫：姫乃） 8. （作畫：碓井） |              |                        |          |

### 寒蟬鳴泣之時巡
| 卷數                                                                                | KADOKAWA      | KADOKAWA               | 封面人物                                                            |
| 卷數                                                                                | 發售日期      | ISBN                   | 封面人物                                                            |
| ----------------------------------------------------------------------------------- | ------------- | ---------------------- | ------------------------------------------------------------------- |
| 1                                                                                   | 2022年4月4日  | ISBN 978-4-0411-2271-6 | 古手梨花 北條沙都子                                                 |
| 1. 鄉壞篇 其之壹（） 2. 鄉壞篇 其之貳（） 3. 鄉壞篇 其之參（） 4. 鄉壞篇 其之四（） |               |                        |                                                                     |
| 2                                                                                   | 2022年10月4日 | ISBN 978-4-0411-2711-7 | 龍宮蕾娜 前原圭一                                                   |
| 1. 鄉壞篇 其之伍（） 2. 鬼明篇 其之壹（） 3. 鬼明篇 其之貳（） 4. 鬼明篇 其之參（） |               |                        |                                                                     |
| 3                                                                                   | 2023年3月3日  | ISBN 978-4-0411-2711-7 | 園崎詩音 園崎魅音                                                   |
| 1. 綿明篇 其之壹（） 2. 綿明篇 其之貳（） 3. 綿明篇 其之參（） 4. 祟明篇 其之壹（） |               |                        |                                                                     |
| 4                                                                                   | 2023年9月4日  | ISBN 978-4-0411-4035-2 | 艾烏亞 北條沙都子                                                   |
| 1. 祟明篇 其之貳（） 2. 貓明篇（） 3. 明暮篇 其之壹（） 4. 明暮篇 其之貳（）        |               |                        |                                                                     |
| 5                                                                                   | 2024年3月4日  | ISBN 978-4-0411-4794-8 | 北條沙都子、古手梨花 園崎詩音、園崎魅音 龍宮蕾娜、前原圭一 北條悟史 |
| 1. 明暮篇 其之參（） 2. 明暮篇 其之四（） 3. 明暮篇 其之五（）                      |               |                        |                                                                     |

## 外部連結
- 07th Expansion 官方網站 （页面存档备份，存于） （日語）
- 07th Expansion的X（前Twitter） （日語）
- 赤瀬的X（前Twitter） （日語）
- Young Ace UP - 寒蝉鳴泣之时巡 （页面存档备份，存于） （日語）